# 戴潮春事件
戴潮春事件，或作戴潮春之亂、戴萬生事件，民間俗稱萬生反，也因戰爭中戴潮春勢力豎紅旗；清廷官民聯軍立白旗，又稱紅旗白旗反、紅白旗反，台灣清治時期三大民變之一，另二為朱一貴事件和林爽文事件，又分別為台灣清治時期最早以及規模最大民變。戴潮春事件則是台灣歷時最久的民變，影響範圍北至大甲，南至嘉義，遍布臺灣西部地區。
戴潮春事件自同治元年（1862年）春爆發於彰化縣（今臺中市大墩地區），起因乃官府取締天地會，不少會眾趁勢作亂，天地會首領戴潮春無力約束下屬，只好順應起事。除戴潮春之外，其他響應者包含各地具有武裝團練的地主或者股首逾三百六十名，其中以林日成、洪欉、陳弄最有勢力。
同治二年（1864年）末，清軍林文察、丁曰健等官員率主力赴臺，翌年先後擒殺戴潮春、林日成，並持續收拾餘黨，同治四年（1865年）才告落幕。

## 社會背景

### 人口壓力
自康熙23年（1684年），明鄭全境納入大清版圖後成立福建省臺廈道，雖然屢次頒布移民臺灣領地的禁令，但施行下來成效頗有限，在康熙皇帝統治之初，臺廈道全境漢人估不足8萬，但在乾隆朝（1736年－1795年）人口數量急增，約在1750年代之後，臺灣道全境人口數已逼近200萬。:58-59人口過剩的問題不只在臺灣道浮現，在18、19世紀期間，更是整個大清帝國面臨的普世問題，人口增長但土地資源始終有限的狀況下，百姓只好離開原鄉，另覓發展。:127-134
初時臺灣道荒地多，尚得以接納大量移民來臺墾拓，不過，隨著人口持續增長，18至19世紀間陸續滋生其他社會問題，在臺灣為了爭搶耕地、水源，出現難以計次的族群械鬥（原漢衝突、閩客械鬥、泉漳械鬥）:63-67:67，其他具代表性的尚有嘉慶朝的白蓮教之亂、道光朝的太平天國之亂，動亂原因皆摻有人口過剩的因素。:162-167、174-178

### 吏治問題
早在19世紀上半葉的道光朝（1821年－1850年），曾任臺灣道道尹的徐宗幹便形容臺灣乃是「三年一大反，五年一大亂」之地，主要歸納出：「地理位置孤懸海外，上級監督不易」、「派駐官員不黯臺灣通行話，上下溝通困難」、「官員俸祿過低，容易收受賄賂」、「辦公經費匱乏，官員有心無力」，以上四項皆是造成臺灣當地吏治惡劣敗壞、政府權威旁落的原因。:96

### 地方土豪
由於18、19世紀的台灣官民比例失衡、政府長期處於失能狀態，地方秩序常常維繫於地方豪強之上。所謂地方土豪，最初係有些人以相同籍貫或宗族力量為號召，不乏以訴諸武力解決各類爭端，有些宗族聘請遊俠等作為打手，甚至招募部曲，從事保衛家園或者直接的掠奪行為，久而久之形成一武裝集團，集團領導者多為地方土豪。:96-103
由於這群土豪在地方上極具政治與經濟實力，幾乎取代地方官員的權威，地方土豪與地方政府關係十分微妙，有些官員厭惡地方土豪魚肉鄉里的習氣，有些則願意與地方土豪打好關係，但相對應土豪要擔負起維持區域和平或者抵禦外侮的任務。臺灣一些叛亂事件，不少肇因於地方不滿政府作為，導致土豪帶頭向政府作亂，而當有其他土豪勢力願意協助政府鎮壓叛亂地區，又可以獲得「正統」名號:96-103，進而受封官銜、官職，或獲取土地、單項專賣等特權。
地方土豪以一個同姓氏、同宗族的傾向十分常見，但也會結合不同的地方派系，據地與其他土豪勢力爭搶糧、米、地、水源，常常有流血衝突之情事。以臺灣中部地區為例，19世紀上半葉，被漢人氏族間相互仇殺的影響，大量境內原住民就被迫遷徙，甚至出境；在1830年代，原本盤據臺中盆地北緣的客家人也被趕往彰化縣東北角（約今東勢區）一帶，此區又淪落成漳州人、泉州人相互染指、武裝衝突的區域，地方豪族與豪族之間常懷有宿怨，不難想見。19世紀上半葉，臺中一帶具代表性的地方豪族有阿罩霧林家（林定邦、林文察等）、北勢湳洪家（洪欉、洪璠等）、四張犁戴家（戴松江、戴潮春等）、四塊厝的林家、舊社的賴家等等。:96-103、113、130

### 駐軍不足
康熙時期，臺廈道甫立之初，因臺灣島孤絕海外的地理特性，唯恐將領擁兵自重，多採三年一換的「班兵制度」，凡兵丁、將領、官員多從中國內地輪調，而不任用在臺華人移民:48，但後來因時勢所需，乾隆朝後漸漸招募臺勇入伍，卻始終懷著猜忌的態度。:394-399
18世紀以後，臺灣道人口數量日益上升，在1750年代西部人口約200萬:58-59，雍正十年（1732年）戌守彰化縣以北的臺灣北路協，軍隊員額2400名、乾隆53年（1722年），調整營制，原北路分割成中路營（嘉義縣城）與原北路協，合計添兵1097名，臺灣北路協總額增為3497名，編制和兵力雖略有調整，但對比人口數量增幅，控制力增加有限。:15-21
此外，當地方若有武裝械鬥衝突，政府多要求地方豪族出「團練」協助鎮壓，自嘉慶年間蔡牽事件後，透過民間自組「團練」、「聯境」參與城防、隨同營兵打戰的現象日益普遍:172-175；而軍隊本身，則因待遇不佳、戰力低落之外，班兵時有聚賭鬥毆、騷擾民婦、強佔民舍之事，未免增添管理上的困擾，清廷對增加駐臺軍隊員額意願始終不高；清廷在臺軍事疲弱，也造成臺灣領地民亂頻繁、地方土豪趁勢作亂的契機。:375-378:214-226

## 近因

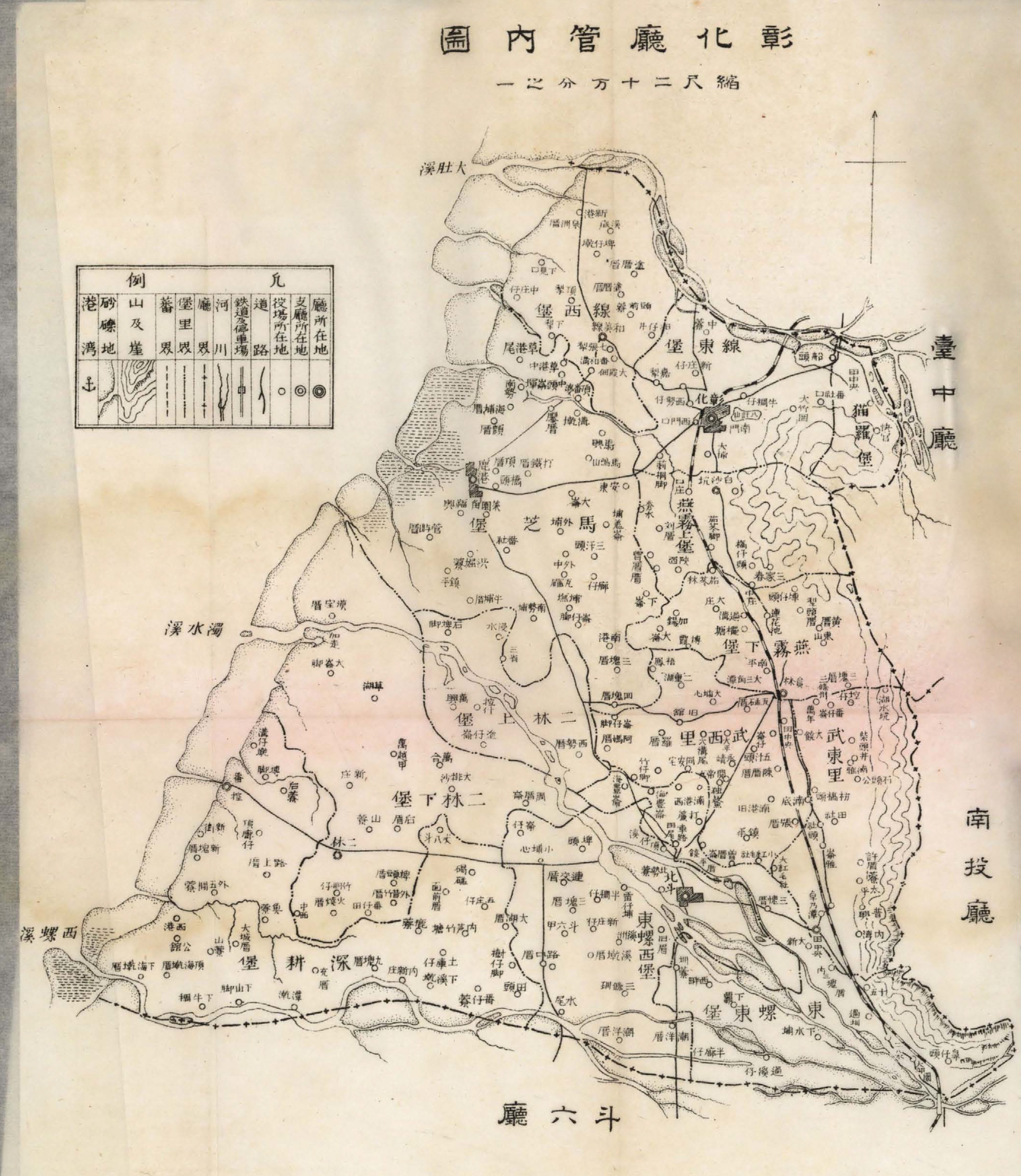
臺灣總督府頒定，通用於 1901 年至 1909 年間的臺灣縣彰化廳區域圖（本圖繪製於1905年），此行政區域尚屬臨時過渡時期，大體延續清制。本圖亦記錄許多清代的古地名可索驥。

咸豐十年（1860年），太平天國軍隊侵擾浙江省，時任閩浙總督富察慶端乃上書朝廷，徵召臺勇協助剿匪，獲朝廷准允；咸豐11年（1861年）冬，朝廷募臺勇三千名赴往浙江助陣:212，其中約兩千名臺勇皆是林文察、林文明自老家霧峰上谷地區招募而來:116-117，其他在履任臺灣鎮總兵、臺灣北路協等職位的將領如曾玉明、曾元福等，亦在同一時期調往浙江、福建作戰:396，臺灣中部一帶武裝勢力由是轉移。
戴潮春事件領導人戴潮春，祖籍漳州龍溪，自祖父戴神保以降，不僅是彰化縣四張犁一帶的地主，家境富裕，而且與官府關係良好，世佔臺灣北路協「稿識」一職。臺灣北路協最高指揮官為「副將」，據守「北路協中營」，而中營即設於「彰化縣城」內。:17-21戴潮春所擔任的「稿識」，亦稱「字識」，乃綠營的營務人員，由於軍中武人多不通文墨，需另請「稿識」做文書紀錄，協助兵馬錢糧移籍點交等工作。:314-315
戴潮春兄長戴萬桂不滿自家田租被阿罩霧人（林文察家族）侵占，與張水（綽號五股水）合作，籌組「八卦會」（或土地公會、天地會），當時土匪盜賊四處流竄，立約村莊若有事，需相互馳援；當時戴潮春為了避免旁生事端，並未涉入八卦會會務。根據《戴案記略》所述，彰化縣其他地方亦有類似結會的鄉里聯保組織，即泉州裔組成的「同安寮十二庄」，大總理陳慶安，以今福興鄉、埔鹽鄉一帶為據點。
咸豐11年（1861年），原北路協副將曾玉明升任福建福寧鎮總兵，由夏汝賢補缺，戴潮春尚任職稿識，而該年冬季，彰化知縣高廷鏡下鄉出巡，不知何故，戴潮春逮捕一批土棍流氓獻予高廷鏡，此事令夏汝賢不愉。夏汝賢以戴潮春懷有不忠之心為由，向戴潮春索討賄款。戴潮春不從，被迫革職。戴潮春返回家鄉四張犁之後，兄長戴萬桂已離世，戴潮春遂以培養「團練」為名號，順勢承接「八卦會」業務，改組成「天地會」。因當時治安普遍不佳，地方秩序常維繫團練主持，不乏富戶挾資投效，使天地會眾人數激增，戴潮春家族從原本自有團練300名，至同治元年（1862年）間，天地會計香簿所載黨員已逾萬人。

## 導火線
彰化知縣高廷鏡與戴潮春交好，高廷鏡在任時，常借重戴潮春之力，隨官捕盜，至同治元年（1862年）春，高廷鏡卸任，改由雷以鎮出任彰化知縣，雷以鎮初時仍倚重戴潮春各處捕盜，但此時戴潮春統御的天地會成員已然過多，未必盡聽戴潮春號令，從春季間漸趨失控，開始在彰化縣各處作亂。
同治元年（1862年）三月初五，按察使銜臺灣道道員孔昭慈率六百名兵勇循例春巡，順道赴彰化剿亂，亦檄召時任淡水廳同知秋曰覲南下襄助平亂。:280三月初九，孔昭慈入彰化縣城，拘殺土豪總理洪氏立威，卻不意大突寮庄（今溪湖鎮）陳弄見官兵武裝弛備，趁勢揭竿而起，不少村庄紛紛響應。

## 事件過程
彰化縣城失守後，南台灣各民間勢力紛紛起事，而中台灣大小地主，如小埔心（今彰化縣埤頭鄉）陳弄、北勢楠（今南投縣草屯鎮）洪欉、嘉義縣嚴辦、以及鳳山縣徐夏老、淡水廳王九螺等紛紛加入戴潮春陣營，各地支持股首更是達上千，而他也論功行賞，除自封為東王外，封林日成、陳弄與洪欉為南王、西王與北王，設置大將軍等官位，安撫百姓，儼然自成一國，且控有幾乎全部的台灣中部與北台灣部分區域。
明鄭王朝滅亡以來，福建省本部向來靠臺灣供應糧食，事件爆發後臺灣白米價格大漲，演變為惡性通貨膨脹，福建頓時陷入經濟危機。於是，閩浙總督慶瑞緊急派遣福宁鎮總兵曾玉明渡海來臺，召集臺勇平定戰事，另外命臺灣鎮總兵林向榮自西螺出兵作戰。另一方面，台灣府知府洪毓琛緊急成立籌防局應對事變，並向外國洋行籌借十五萬兩銀作為軍費，並承諾以關稅抵還。

### 阿罩霧庄攻防戰

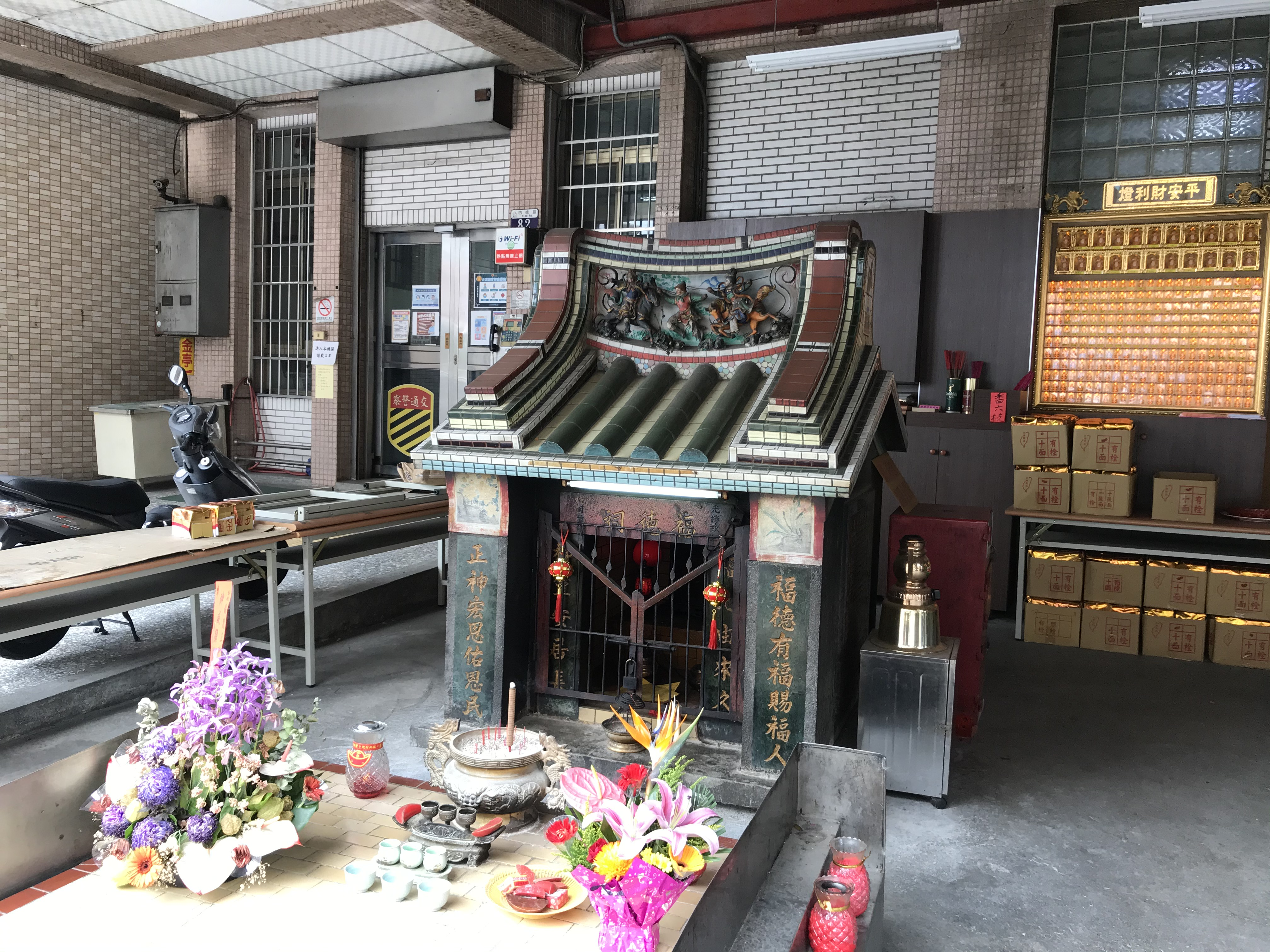
阿罩霧福德祠

4月28日，戴軍南王林日成為了替族人林媽盛報仇，率領三萬多人截斷阿罩霧庄的水源，打算一舉消滅前厝林家（即霧峰林家）。這時，林家因多數家勇跟隨林文察與林文明赴浙江與太平軍作戰，庄中只有72名壯丁。但在林文鳳指揮下，林家人靠著大砲等強大火力予以還擊，隨即展開三天的激烈攻防戰。期間，林家莊宅幾乎失守，但林家家人日夜死守，援軍突襲林日成陣中，擊殺敵軍數百人，加上翁仔社〔今臺中市豐原區翁子〕羅冠英與東勢角客家人分別派出人員支援，另太平林家與塗城等附近族親也派出四百多名勇丁支援，共同擊退來襲之林日成軍。
同時，清廷台灣最高武官台灣鎮總兵林向榮率領3000名綠營士兵從台南府城出發，帶著親清民團一同北上平亂，清軍行軍至八掌溪南岸崩碑立下大營，在崩埤戰役與戴彩龍率領的戴軍一萬多人於八掌溪兩畔對峙。4月28日由於戴軍由白沙墩包抄，一舉截斷清軍糧道，林向榮立即派兵出擊，但戴軍從前後夾擊這支清軍澎湖部隊，部分將士溺死河中，直到親清民團林有才安排大砲反擊，才挽回清軍免於大敗。然而林向榮所率的清軍主力陷入缺糧危機。之後從台南府城來支援的清軍援軍，以及攜帶的軍資卻在前往押解崩埤清軍大營的途中，於安溪寮遭遇戴軍截擊，清軍援軍大敗潰散，千總龔朝俊與澎湖副將陳國詮等人戰死，軍械、彈藥、銀兩全被奪走。最終崩碑的清軍主力發起突圍，但在戴軍追擊下潰敗，林向榮只得率領殘兵逃往鹽水港。
另一方面，戴軍西王陳弄率軍攻打鹿港，以獲取財貨。但由於鹿港城居民多為泉州人，而漳州籍戴潮春起事後又大肆屠殺泉州人家莊，因此鹿港居民在黃季忠、蔡馬湖、林清源等士紳領導下極力抵抗，而勇首施九挺也招募600名鄉勇協助抵抗，經過三天大戰後終於擊退戴軍（一說為鹿港人得到媽祖神示後，信心大振、團結奮鬥，最終戴軍不戰而退）。
六月，掌管台灣北部軍務的鹽運使林占梅派蔡宇等人突襲大甲城東門，一舉收復該城。而戴軍的王和尚則於6月2日率軍圍攻大甲城，並斷絕城中飲水。於是城民請貞婦余林春祈雨，而當天果然下起雨來，頓時解除城中水問題。6月9日，代理淡水廳職務的張世英與千總曾捷步、把總周長桂以及翁仔社勇首羅冠英率軍支援，加上大安港黃氏的協助，一舉擊退戴軍。但6月17日，王和尚再度領軍圍城，並再次截斷城中水源。這次居民又請余林春祈雨，當天也再度降下甘霖。於是在張世英指揮下，城中清軍出城迎擊，再度擊退戴軍。

### 援軍抵臺
6月7日，洪毓琛升為臺灣兵備道，統籌全部戰事。6月9日，提督曾玉明率領600名兵力抵達鹿港。
而同時，林日成進駐彰化城，戴潮春退回四張犁，之後戴軍陸續攻打嘉義、白沙坑等地，但皆被清軍擊退，而清軍雖陸續有曾玉明擴兵400人、臺勇1000人助戰，但也難有斬獲，雙方於是陷入對峙之中。
八月與九月間，林文明率領1000名臺勇請假回台灣助戰，戰事產生變化。他於外新庄、阿罩霧庄（今台中市霧峰區一帶）、大里杙等地與戴軍展開激戰，擊退戴潮春軍，然後轉自翁仔社（今台中市豐原區），與當地勇首羅冠英合作，合力掃蕩石岡仔、葫蘆墩等地的戴軍，然而此戰後，林文明以彈藥不足為由，返回阿罩霧。經多次催促後，善後總局補發火藥4000斤、子彈2000斤，而林文明於1863年1月29日再度呈請福建巡撫徐宗幹補發積欠的安家銀19000兩與口糧費銀10000兩，但這些錢始終未撥款下來。
1862年11月23日，林文明率300兵勇攻打樹湳，最後於1863年4月11日派叔叔林奠國率領600名臺勇，與羅桂英等人攻入戴潮春老家四張犁，經過七天激戰受攻克該地。但由於軍費仍未解決，林文明再度停止進攻。至此戰事再度陷入膠著。
就在林文明於北路有所斬獲時，清軍卻於南路遭到挫敗：台灣鎮總兵林向榮與台灣水師副將王國忠於七月前去救援斗六城，但反遭嚴辦、陳弄等人率數萬戴軍圍困；10月29日戴軍攻破圍困許久的斗六城，林向榮自殺，王國忠等大小將領紛紛戰死。戴軍佔領斗六後，駐紮彰化城內的林日成於12月20日發軍圍攻大甲，與清軍大戰於城外，由於清軍人數有限，雖有羅冠英率義勇救援，仍敗退回城。這次戴軍與前兩次一樣截斷城中水源，而大甲城居民三度請余林氏祈雨，天空隨即降下甘霖，不久戴軍撤退，林日成亦退回四塊厝庄。隔年1月，福建水師提督吳鴻源率領3000名清軍增援，並進駐鹽水。

### 清軍反攻
1863年3月19日，吳鴻源發動猛攻，直攻到嘉義城外，與城內守將湯得陞裡外夾擊，擊退圍城多日的陳弄軍。6月，吳鴻源因不肯遵守指令發動攻擊，被洪毓琛免職，由曾元福接替，但六月洪毓琛亦死於任內，清軍與戴軍又陷入膠著之中。
8月，丁曰健接任臺灣兵備道，並由滬尾（今新北市淡水區）登陸，重新佈置新的作戰方針。他命台灣鎮守參將關鎮國由五汊港（今臺中港前身）進攻，自己則於10月22日進駐竹塹城（今新竹市），並命張世英、羅冠英等人精選1000鄉勇駐守岸里社，打算直接攻打四塊厝庄等戴軍活動核心地區。兩軍合力之下，清軍迅速掃大肚溪以北（今台中市一帶）的戴軍村庄，並控制住大肚溪航運，11月28日圍攻彰化城。
另一方面，11月12日福甯鎮總兵林文察自安平登陸，11月20日抵達嘉義，懲勸當地兩百數十庄向清軍投降，並與與護理水師提督曾元福會師商議戰略。商討結果，他決定先疏通嘉義與彰化交界處的道路，然後再收復彰化，於是命白瑛、關鎮國合攻斗六，請彰化知縣凌定國由寶斗（今彰化縣北斗鎮）向南攻，而他本人與許忠標等部隊沿海向北作戰，直到麥寮與南下的林文明會師後再攻打彰化。

### 事件平定

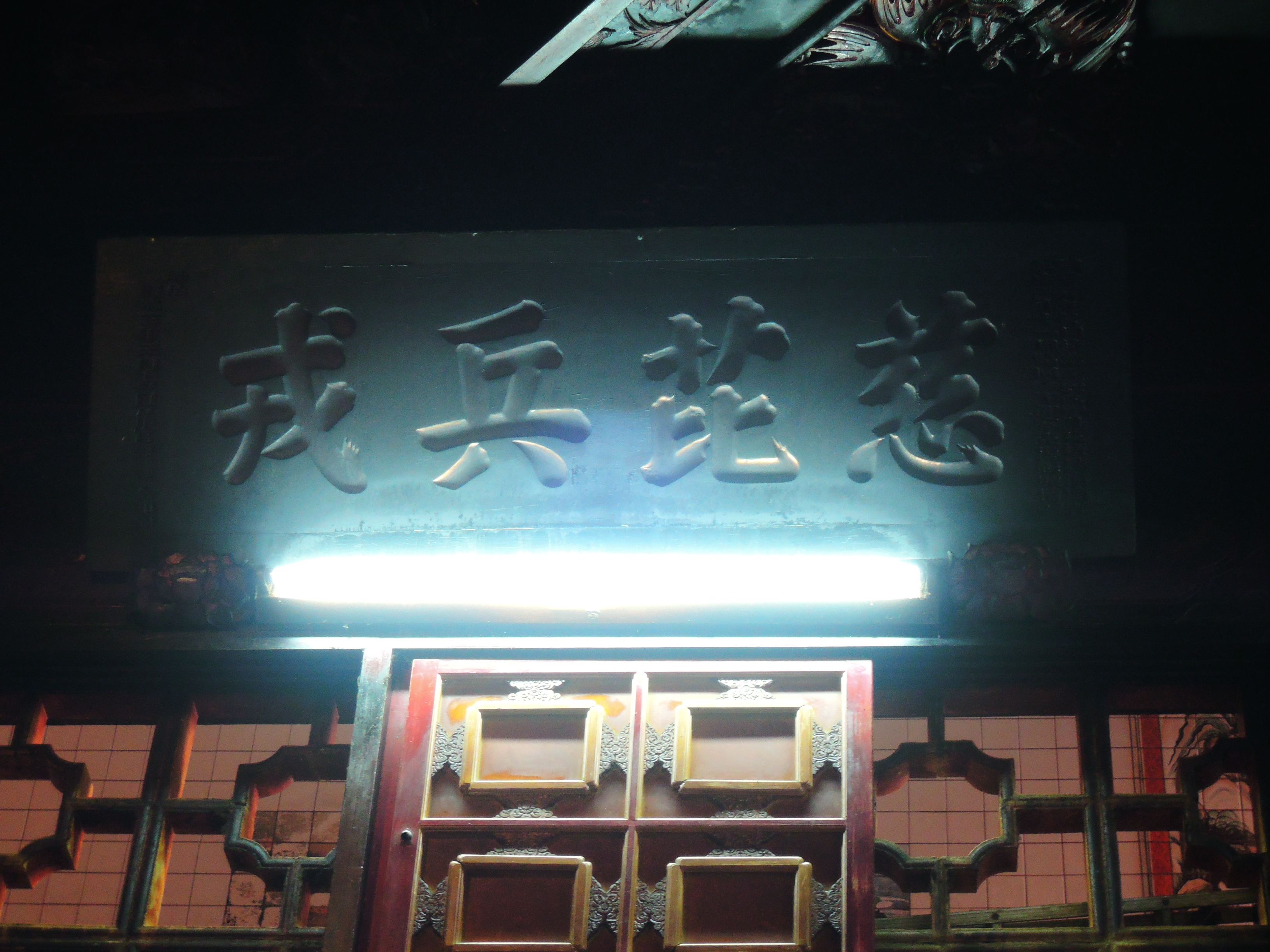
朝廷平定戴潮春事件之後，王楨、鄭榮在數個臺中海線廟宇贈與匾額，以誌紀念。圖為「慈芘兵戎匾」，今安置於臺中市清水區的清水紫雲巖。

11月26日，林文察進駐麥寮。這時丁林兩軍已包圍彰化縣城，12月1日由曾玉明破城。之後，林文察進駐塗庫，與曾元福相約攻打斗六，同時殲滅支持戴潮春的村莊三十多座，逐漸逼近斗六城，但斗六防禦堅固，難在短期內拿下。於是12月12日，林文察假意以援助彰化戰事為由，密令各軍各撤離城外，至1864年1月15日，僅留關鎮國數營於城下，並燃燒煙柴草煙火，令士兵作慌亂狀，而誘使城內敵軍開門襲擊，這時附近甘蔗田伏兵衝出襲擊，關鎮國等軍備後夾擊，成功大敗敵軍，收復斗六城。1月18日，戴潮春在張三顯勸說下出面投降丁曰健，但因出言不遜，丁曰健命陳捷元將他斬殺。
收復斗六後，清軍開始掃蕩林日成、洪欉、陳弄與嚴辦等戴氏諸王強將。1863年12月，曾玉明迅速圍攻北勢楠庄，雙方展開激烈的攻防戰，其中清軍曾挖地道攻入，但不成功，只好以大炮猛烈砲轟，才攻陷該庄，洪欉則於期間戰死，其弟洪番被俘，當場被殺。1月19日，林文察率軍攻打四塊厝庄，經過一番激戰後仍未能進，最後搭建砲臺，以大砲連夜砲轟，才得以於1864年2月6日斬殺林日成，收復該地。5月，林文察與羅冠英圍攻小埔心，與陳弄展開砲戰，期間清軍死傷慘重，羅冠英也死於其中，但在羅冠英弟弟羅坑領導下，清軍持續猛攻，終使陳弄開庄投降，並被當場斬殺。同月，丁曰健派遣知縣白鸞卿、參將徐榮生等人率軍攻打於二重溝重新起事的嚴辦，嚴辦以伏兵擊退清軍，但清軍以優勢兵力圍攻，並以大砲轟擊指揮臺，擊殺嚴辦，並押其妻侯氏回嘉義，以凌遲處死。
至此，戴潮春事件宣告結束，清軍終於收復中台灣，而曾雄據一方的戴氏政權則結束其三年多的統治。

## 影響

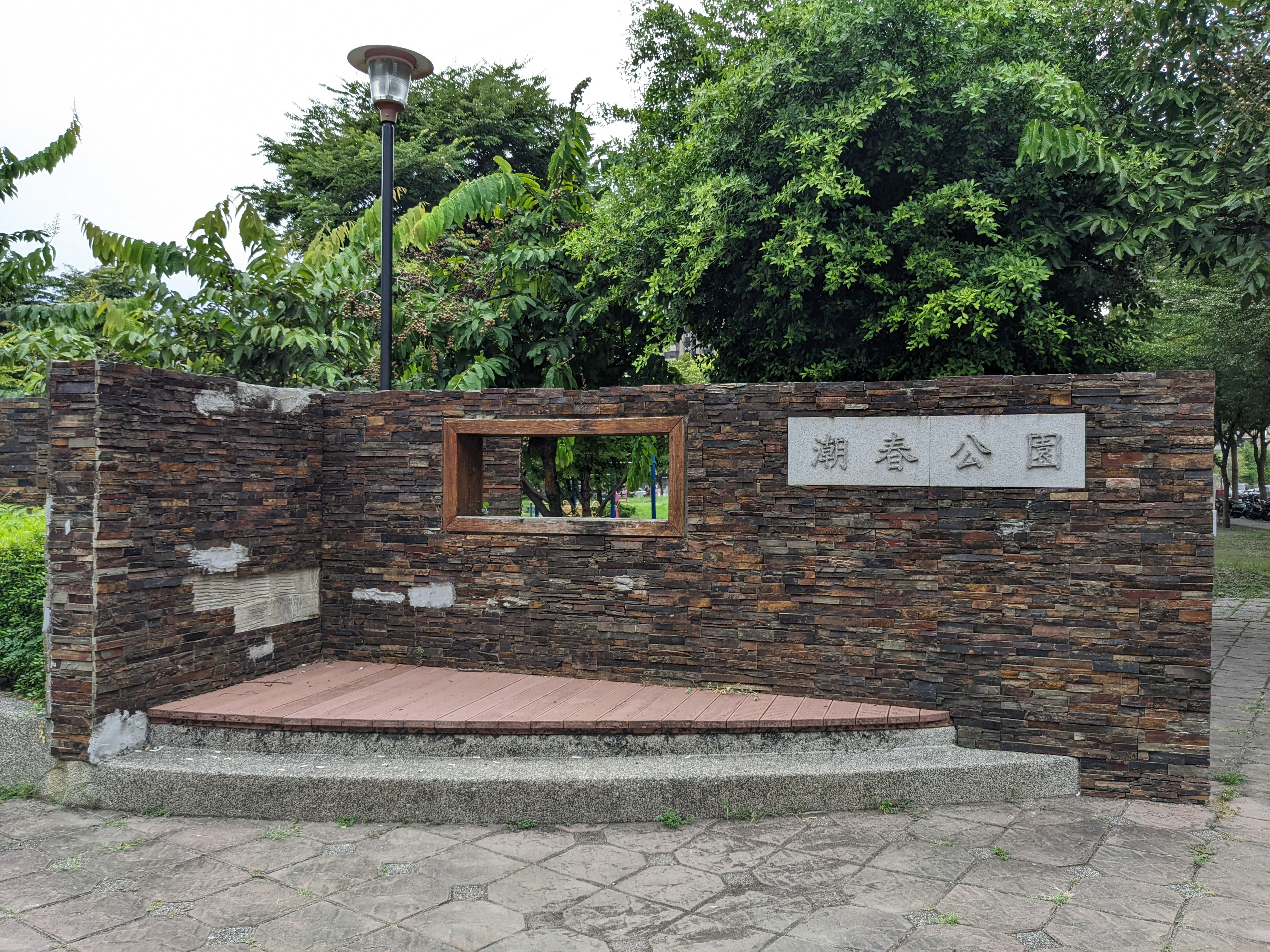
潮春公園，位於台中市北屯區四張犁的紀念公園。

此戰之後，中臺灣大地主、士紳死傷殆盡，其留下之產業也被清廷以「叛產」之名充公，部分則以補償林文明墊付軍費為由交給霧峰林家。另一方面，霧峰林家因平定事件有功，得到全福建省（當時包含台灣）的樟腦收購權，加上林文明攻略各庄與事後清點「叛產」和收「罰捐」（即罰款與事者家人贖罪錢）時侵占部分錢財土地，使林家頓時崛起，後為全台灣五大家族之一。然而，此事件也種下林家與官府之間對立的種子，並激化與鄰近大族之間的仇恨關係，因而導致後來林文明被殺，林家一度失勢的局面。
但由另一角度而言，戴潮春建立之政權也為台灣清治時期中，最具政權性質的民變勢力。事件期間，戴潮春創作童謠，偽造符應，親自開耕，種種之舉皆模仿天子行為與天人感應說。因此有部分史家認為戴潮春是歷次民變中，最有政權意識的民變領袖。